# Konstantinovy Lázně
Konstantinovy Lázně (německy Konstantinsbad) jsou lázeňská obec v okrese Tachov v Plzeňském kraji. Je vzdálena 39 kilometrů severozápadně od Plzně a 31 kilometrů severovýchodně od Tachova. Leží v nadmořské výšce okolo 520 metrů a žije zde 909 obyvatel. Z jedné části je obec obklopena lesy, velkou část obce zabírá lázeňský park. Místní lázně se specializují na poruchy kardiovaskulárního systému, hlavní léčebné metody jsou založeny na využívání místní minerální vody s největším obsahem kysličníku – oxidu uhličitého ze všech pramenů v Česku.

## Historie

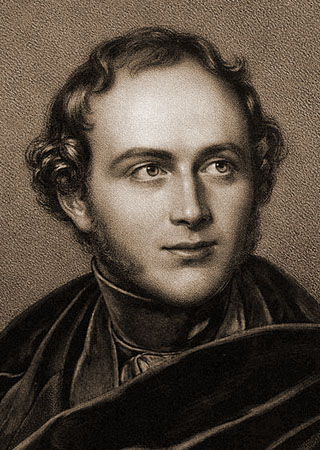
Konstantin Josef z Löwenstein-Wertheim-Rosenbergu

První lázeňský domek byl u sirnatého pramene postaven údajně v roce 1803. V roce 1818 obec zbudovala hostinský a lázeňský dům o devatenácti pokojích, se sálem a dvěma lázněmi, kromě něj tam stál domek se třemi lázněmi. Využíval se hlavní, dosud nepojmenovaný pramen a čtyři vedlejší prameny.. Lázně v roce 1837 koupil majitel panství, kníže Konstantin Josef z Löwenstein-Wertheim-Rosenbergu (1802–1838), prvorozený syn knížete Karla Thomase Löwensteina a jeho manželky Žofie, rozené Windischgrätzové. Kromě správy rodinných statků se stal žurnalistou a roku 1829 se oženil s kněžnou Marií Anežkou z Hohenlohe-Langenburgu (1804–1835), s níž se odstěhoval do Čech, žili na svém bezdružickém panství v Boru a v Praze, měli dceru Adelaidu (1831–1909), pozdější portugalskou královnu, a syna Karla Heinricha (1834–1921). Konstantin předložil velkolepý plán výstavby lázní, kterého se však nedožil, v následujícím roce zemřel.
Podle Konstantina z Löwenstein-Wertheim-Rosenbergu byly lázně pojmenovány Constantins-Bad hned po jeho smrti roku 1838, úředně od roku 1907 Constantinsbad, někdy Bad Neudorf, (česky Nová Ves-lázně), teprve roku 1923 byl oficiálně schválen český název Konstantinovy Lázně. Löwensteinův syn Karl Heinrich lázně prodal v roce 1872 plzeňské společnosti majitele uhelných dolů, JUDr. Franze Josefa Pankraze. Tehdy byl založen lázeňský park a dostavěna nová lázeňská budova (nyní Lázeňský dům Prusík). V roce 1890 dala Pankrazova manželka Sofie vybudovat kapli, zasvěcenou Panně Marii Lurdské, která je dodnes v provozu.
Po smrti Franze Pankraze se vedení lázní ujal jeho syn Otmar, ale již roku 1875 bylo ustaveno odborné lázeňské konsorcium, jemuž předsedal Pankrazův zeť, JUDr. Eduard Lenz, který se stal v roce 1905 majitelem lázní. Lázeňský lékař Richard Jaromír Dlauhý dal roku 1868 chemikovi doktoru Josefu Lerchovi udělat chemický rozbor šesti užívaných léčivých pramenů, které se tehdy nazývaly Karlův, Františkův, Žofiin, Giselin, Skalní a Rudolfův; pět z nich mělo teplotu 11 °C, Rudolfův pramen 16 až 18 °C. Pro vysoký obsah oxidu uhličitého, železa a síry byl nejvíce ceněn Karlův pramen (dnešní Prusíkův). Lerchův rozbor potvrdil roku 1876 také profesor Karl Remigius Fresenius. Tehdy se v lázních léčili zejména lidé nemocní padoucnicí, revmatismem a chorobami oběhové soustavy. V roce 1901 byla do města přivedena železniční trať, což znamenalo velký rozvoj lázní, vybudování nových lázeňských vil a hotelů. Po první světové válce bylo vybudováno také koupaliště, vodovod, kino a obec byla elektrifikována.
V roce 1928 byla přestavěna hlavní lázeňská budova a zvýšena o jedno patro. Po druhé světové válce byly budova i hlavní pramen pojmenovány podle pražského lékaře a profesora Bohumila Prusíka (1886–1964), přednosty IV. interní kliniky Lékařské fakulty UK, který byl význačným kardiologem a příznivcem lázní. V šedesátých letech 20. století byl upraven pavilón Prusíkova pramene a vydlážděna cesta kolonády. Během následujících desetiletí přibylo v okolí několik plastik současných sochařů. Od 1. května 1992 jsou lázně součástí společnosti Léčebné lázně Konstantinovy Lázně.
Konstantinovy Lázně patří mezi nejmenší lázně v České republice.[zdroj⁠?!] Obec působí velmi příjemně a klidně, hlavně díky krásnému a rozlehlému lázeňskému parku s pěti léčivými prameny, z nichž nejúčinnější je Prusíkův pramen. V obci je mateřská a základní škola (1.–5.třída), pošta, zdravotní středisko, lékárna a policie. Obec nabízí rozmanité možnosti kulturního i sportovního vyžití.

## Obyvatelstvo
| Rok            | 1869  | 1880  | 1890  | 1900  | 1910  | 1921  | 1930  | 1950  | 1961  | 1970  | 1980  | 1991  | 2001 | 2011 | 2021 |
| -------------- | ----- | ----- | ----- | ----- | ----- | ----- | ----- | ----- | ----- | ----- | ----- | ----- | ---- | ---- | ---- |
| Počet obyvatel | 1 152 | 1 345 | 1 441 | 1 461 | 1 541 | 1 644 | 1 813 | 1 155 | 1 142 | 1 080 | 1 122 | 1 007 | 950  | 918  | 895  |
| Počet domů     | 174   | 211   | 214   | 227   | 259   | 278   | 339   | 356   | 257   | 260   | 231   | 276   | 297  | 312  | 337  |

## Obecní správa

### Místní části
- Břetislav
- Dlouhé Hradiště
- Nová Ves
- Okrouhlé Hradiště
- Poloučany
- Potín
- Šipín

Od 1. ledna 1980 do 23. listopadu 1990 k obci patřily i Čeliv, Kokašice (Kokašice se, již bez Břetislavi, opět osamostatnily k 24. listopadu 1990), Krasíkov a Lomy.

### Obecní symboly
Znak a vlajka byly obci uděleny rozhodnutím předsedy Poslanecké sněmovny Parlamentu České republiky dne 27. ledna 1997.

## Doprava
Obcí vede železniční trať Pňovany–Bezdružice, u které stojí stejnojmenná zastávka. Nedaleko ní se nachází zastávka autobusové linkové dopravy. Prochází zde také silnice II/201. 

## Pamětihodnosti
V Konstantinových Lázních stojí tři památkově chráněné objekty:
- Vila Käthi (Lázeňská čp. 27) – pozdně secesní dům z doby po roce 1900; venkovské sídlo plzeňského notáře Josefa Bindera; sídlo obecního úřadu
- Smírčí kříž v parku
- Lázeňský dům Mír

Dalšími pamětihodnosti jsou:
- Staré lázně – hrázděný dům z první třetiny 19. století
- Alžbětin dvůr – hrázděný dům z první třetiny 19. století
- Kostel Panny Marie Lurdské
- Lázeňský dům Prusík a Prusíkův pramen
- Lázeňský švihák – moderní dřevěná socha
- Minimuzeum hasičské techniky

## Galerie

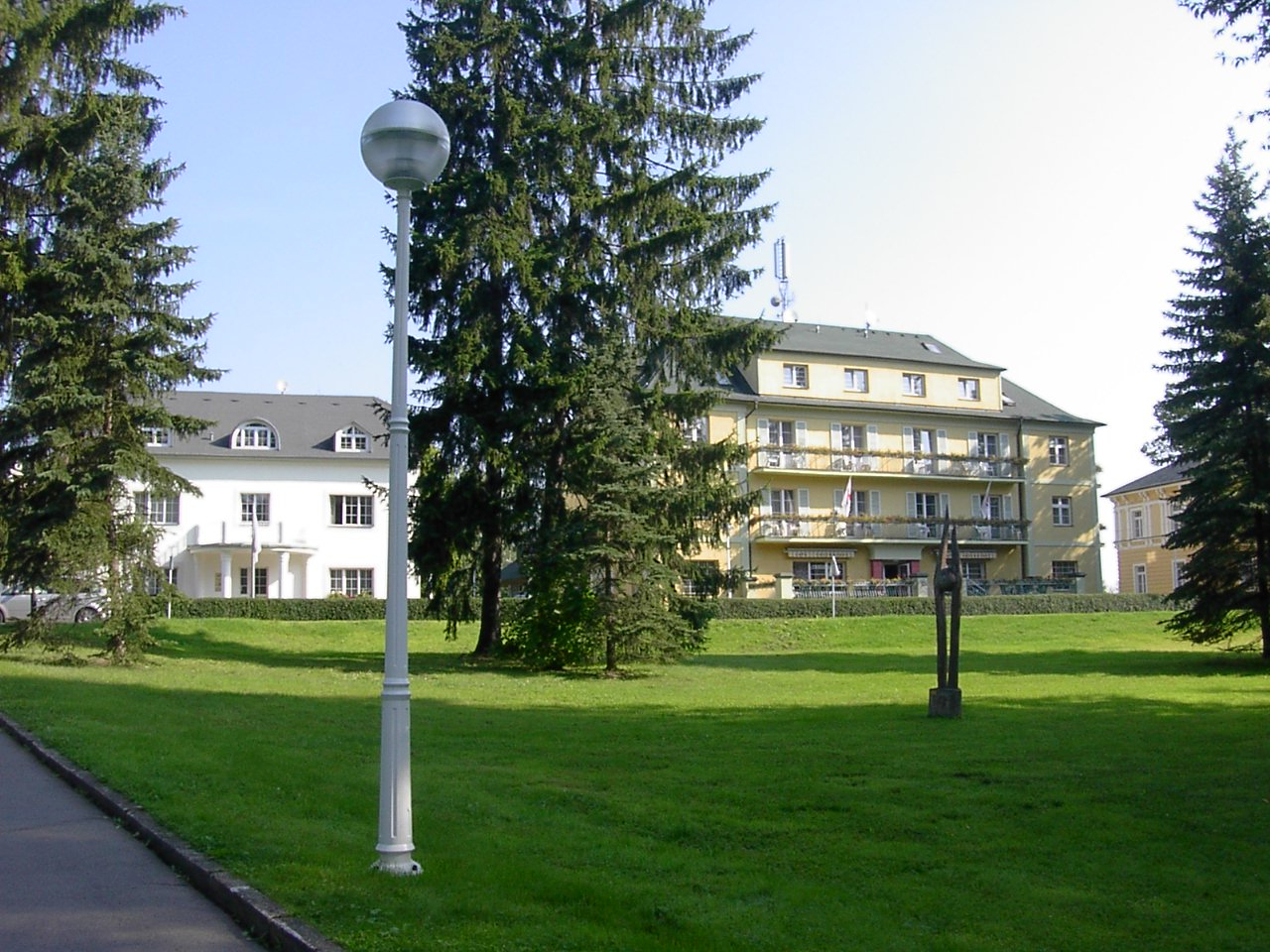
Lázeňský park
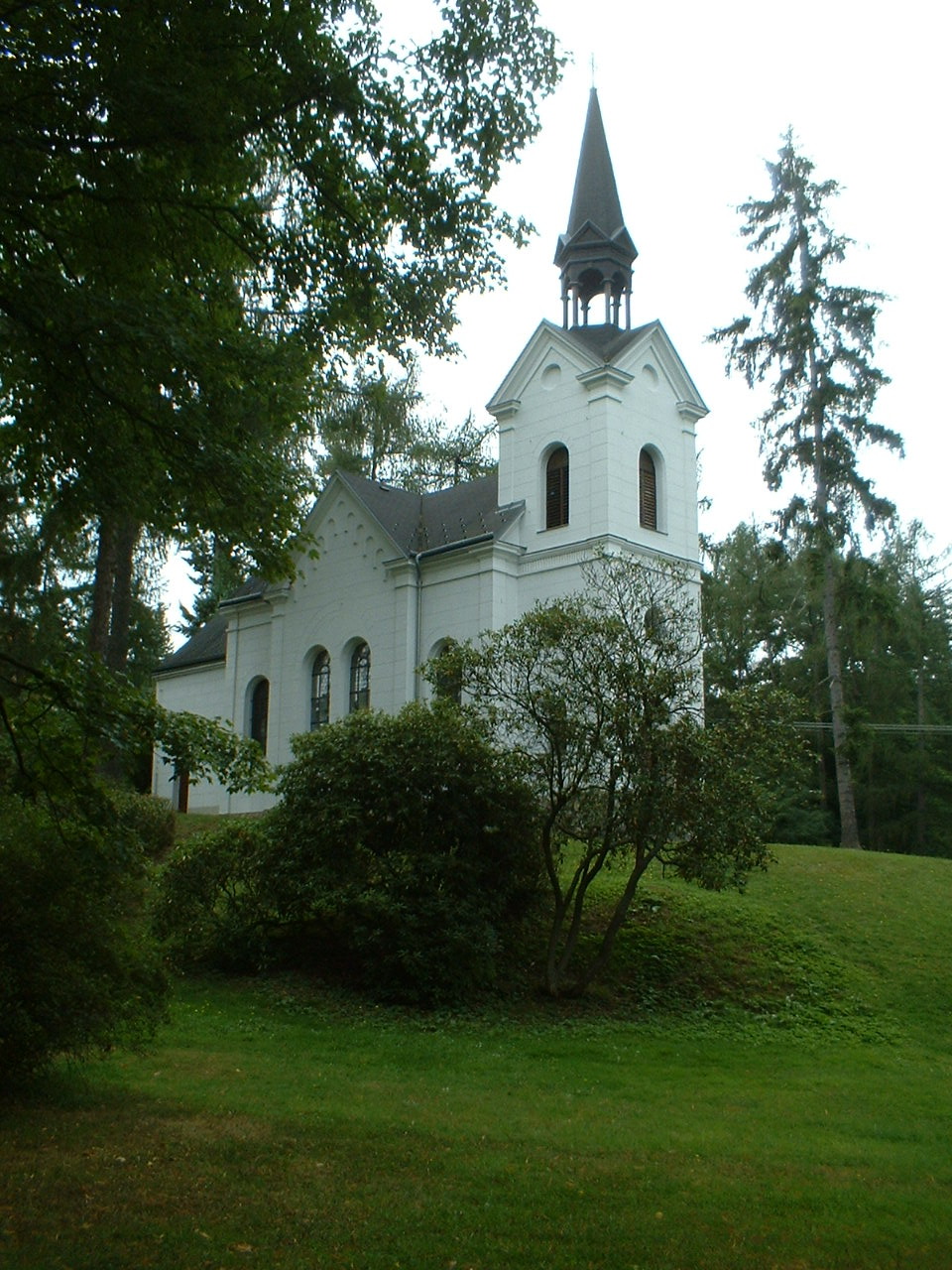
Kostel Panny Marie Lourdské
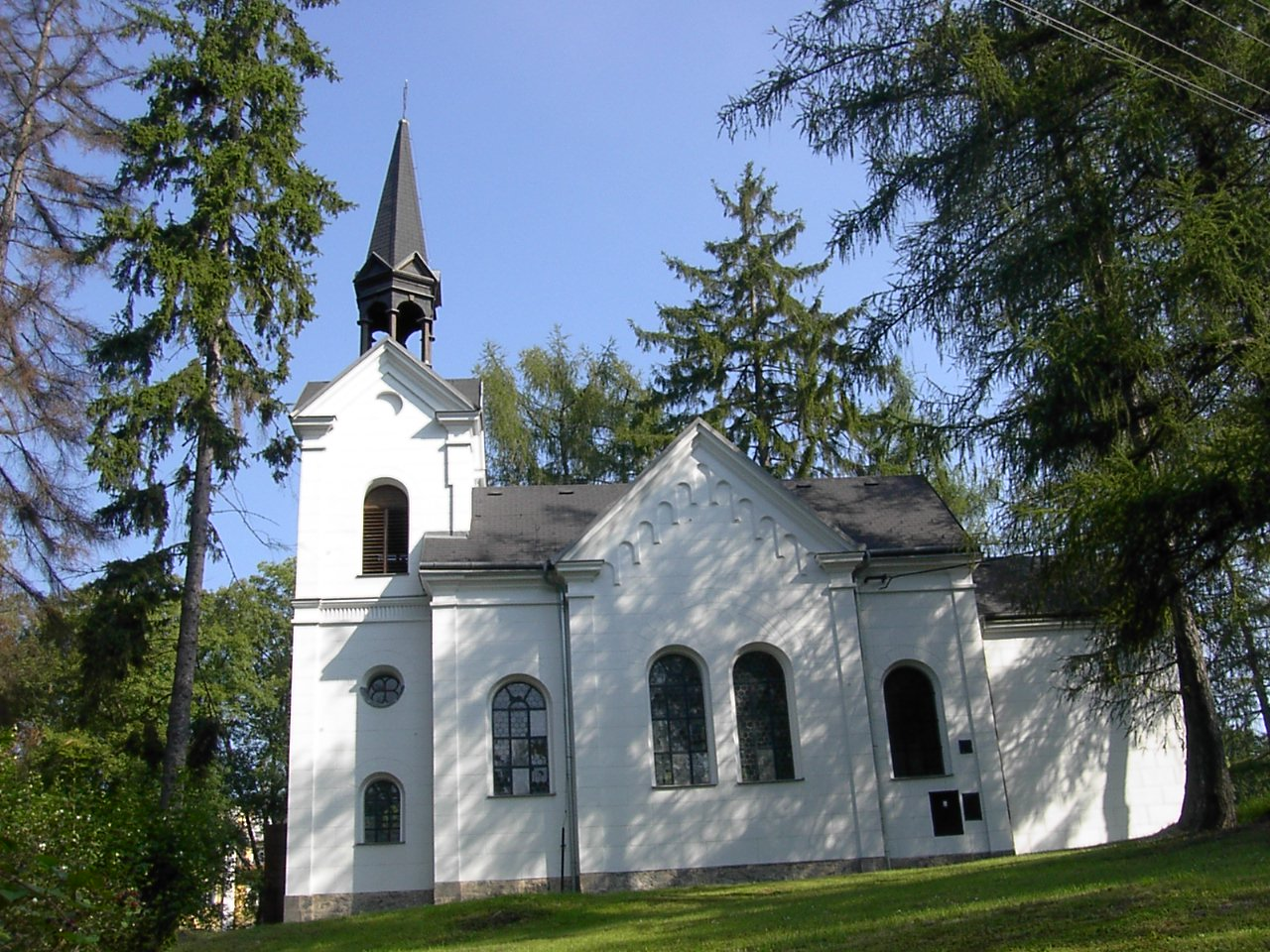
Kostel Panny Marie Lourdské
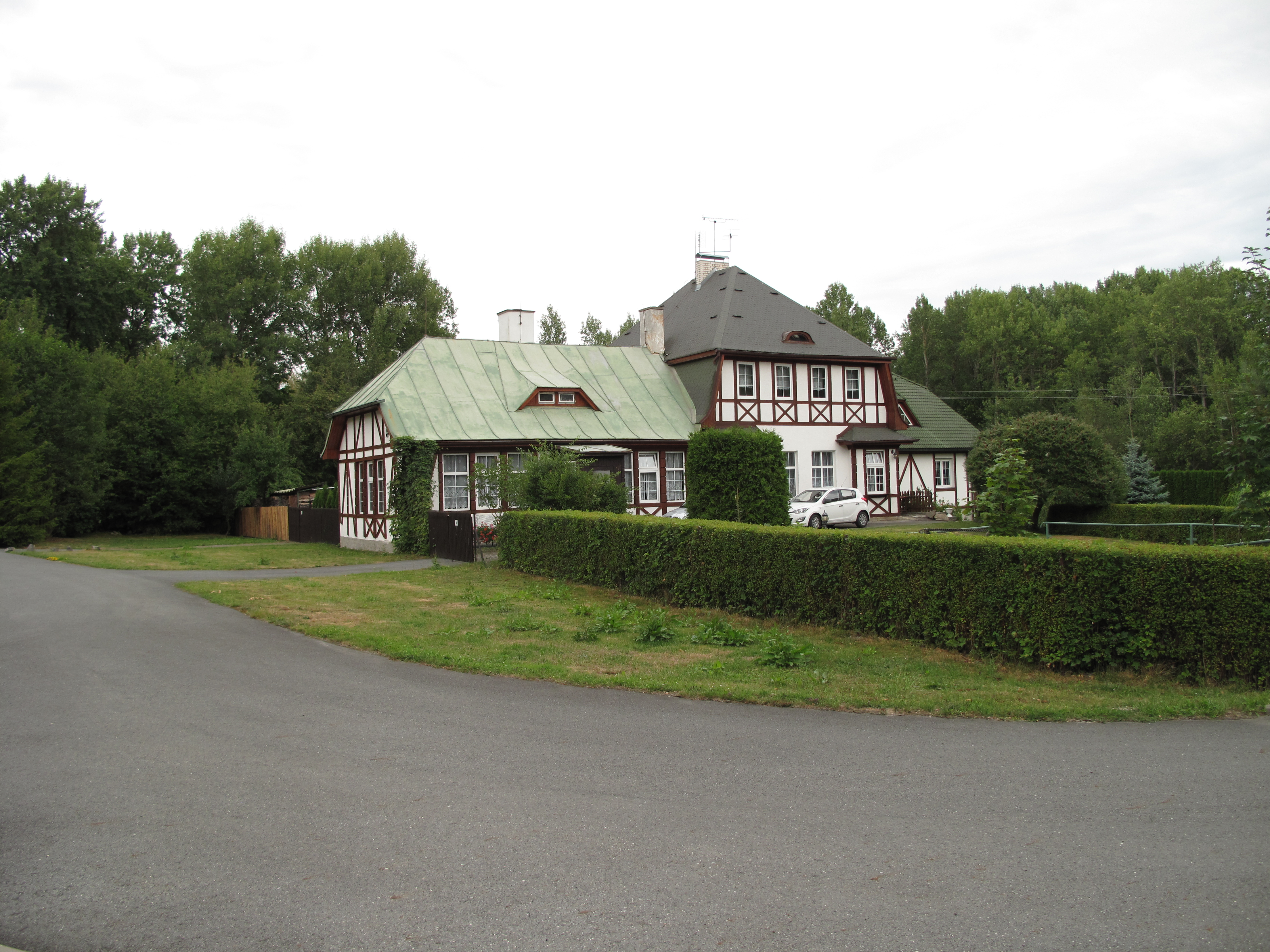
Staré lázně
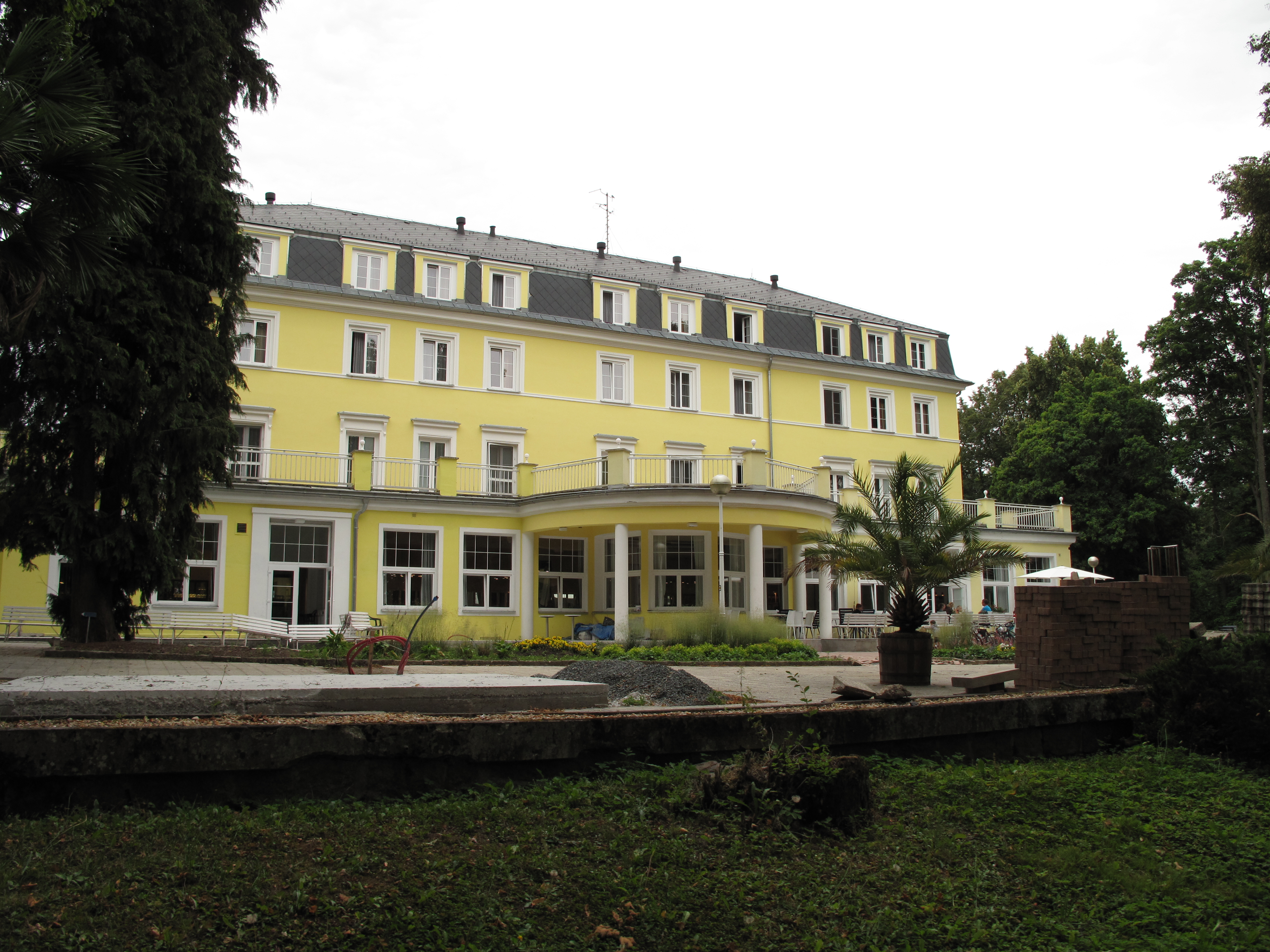
Lázeňský dům Prusík
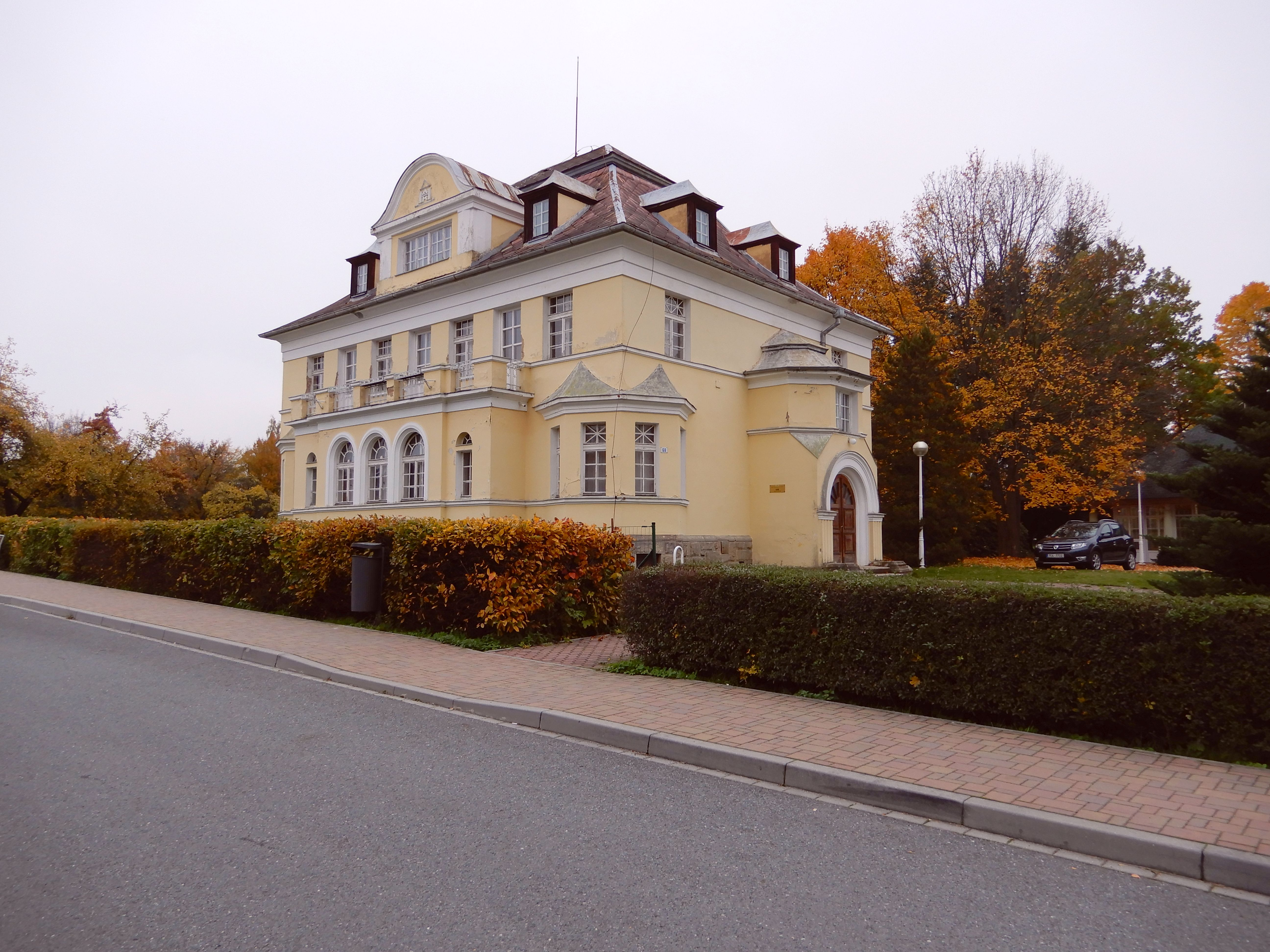
Lázeňský dům Mír
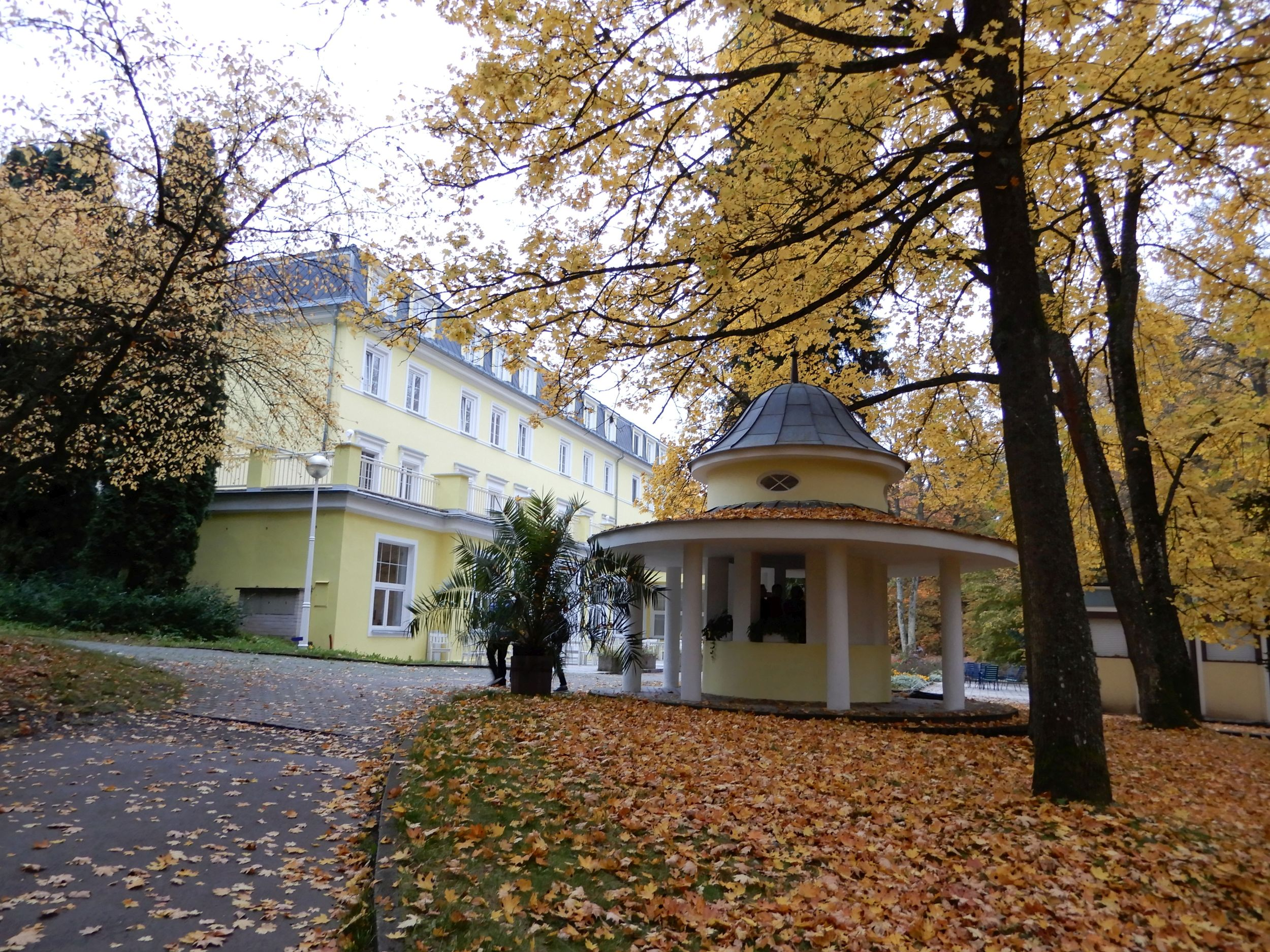
Pramen
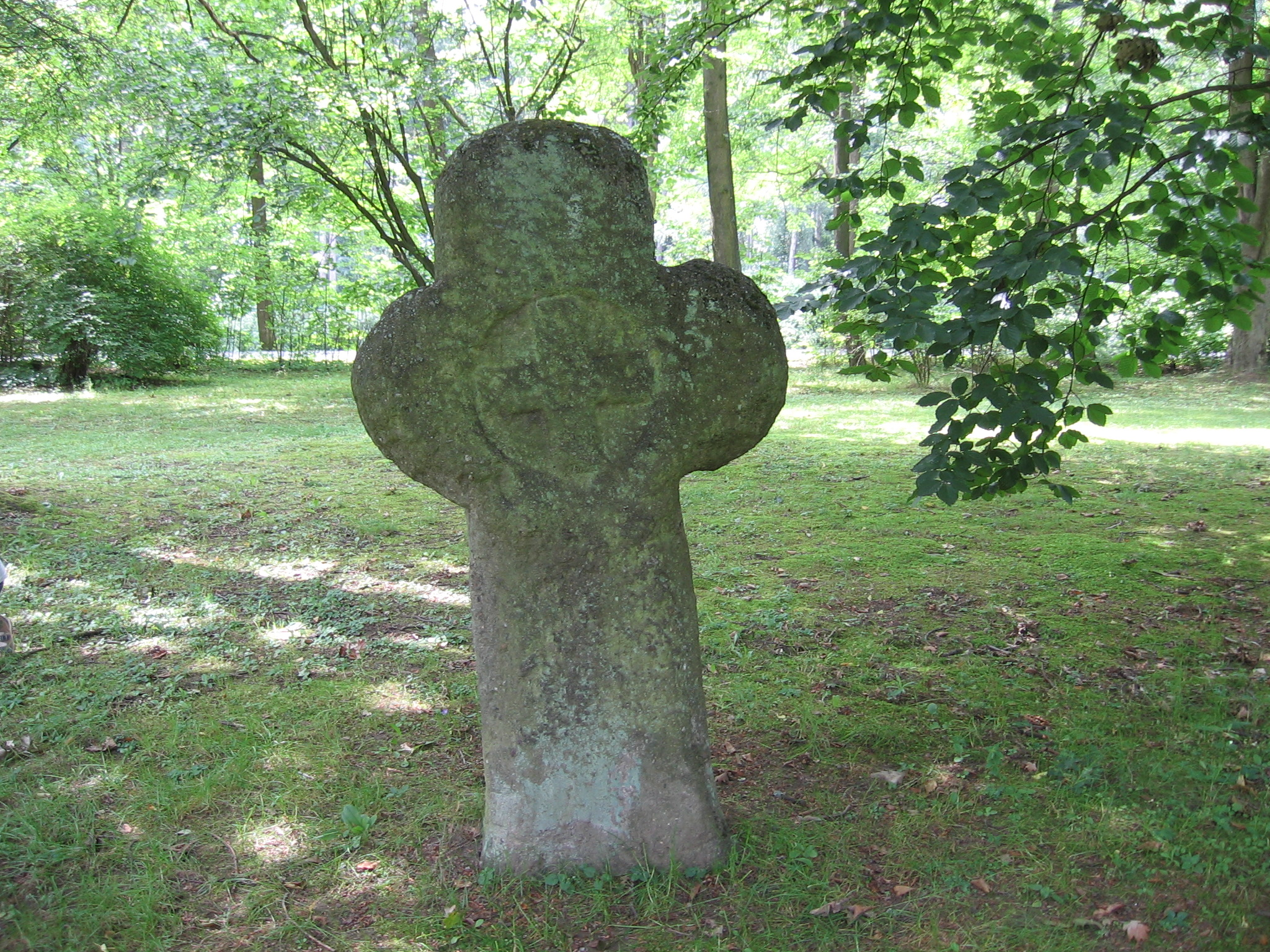
Smírčí kříž